# Nombre d'or
Vous lisez un « bon article » labellisé en 2008.
Pour l’article homonyme, voir Nombre d'or (astronomie).

La proportion définie par a et b est dite d'« extrême et moyenne raison » lorsque a est à b ce que a + b est à a, soit : lorsque (a + b)/a = a/b. Le rapport a/b est alors égal au nombre d'or (phi).

Le nombre d'or (ou section dorée, proportion dorée, ou encore divine proportion) est une proportion définie initialement en géométrie comme l'unique rapport a/b entre deux longueurs a et b telles que le rapport de la somme a + b des deux longueurs sur la plus grande (a) soit égal à celui de la plus grande (a) sur la plus petite (b), ce qui s'écrit :
Le découpage d'un segment en deux longueurs vérifiant cette propriété est appelé par Euclide découpage en « extrême et moyenne raison ». Le nombre d'or est maintenant souvent désigné par la lettre φ ou {\displaystyle \varphi } (phi), et il est lié à l'angle d'or.
Ce nombre irrationnel est l'unique solution positive de l'équation φ2 = φ + 1. Il vaut:
Il intervient dans la construction du pentagone régulier. Ses propriétés algébriques le lient à la suite de Fibonacci et au corps quadratique ℚ(√5). Le nombre d'or s'observe aussi dans la nature (quelques phyllotaxies, par exemple chez les capitules du tournesol) ainsi que dans le pavage de Penrose et certains quasi-cristaux ; et également dans quelques œuvres et monuments (architecture de Le Corbusier, musique de Xenakis, peinture de Dalí).
L'histoire de cette proportion commence à une période de l'Antiquité qui n'est pas connue avec certitude ; la première mention connue de la division en extrême et moyenne raison apparaît dans les Éléments d'Euclide. À la Renaissance, Luca Pacioli, un moine franciscain italien, la met à l'honneur dans un manuel de mathématiques et la surnomme « divine proportion » en l'associant à un idéal envoyé du ciel. Cette vision se développe et s'enrichit d'une dimension esthétique, principalement au cours des XIXe et XXe siècles où naissent les termes de « section dorée » et de « nombre d'or ».
Il est érigé en théorie esthétique et justifié par des arguments d'ordre mystique, comme une clé importante, voire explicative, dans la compréhension des structures du monde physique, particulièrement pour les critères de beauté et surtout d'harmonie ; sa présence est alors revendiquée dans les sciences de la nature et de la vie, proportions du corps humain ou dans les arts comme la peinture, l'architecture ou la musique. Certains artistes, tels le compositeur Xenakis ou le poète Paul Valéry ont adhéré à une partie de cette vision, soutenue par des livres populaires. À travers la médecine, l'archéologie ou les sciences de la nature et de la vie, la science infirme les théories de cette nature car elles sont fondées sur des généralisations abusives et des hypothèses inexactes.

## Géométrie

Figure 1. Les triangles OAB et OCA sont semblables si et seulement si les longueurs a et b respectent la proportion d'or.

### Proportion

Le nombre d'or possède une première définition d'origine géométrique, fondée sur la notion de proportion :
Définition de la proportion d'or — Deux longueurs a et b (strictement positives) respectent la « proportion d'or » si le rapport de a sur b est égal au rapport de a + b sur a :
Il existe une interprétation graphique de cette définition, conséquence des propriétés des triangles semblables illustrée par la figure 1. Les segments bleus sont de longueur a et le rouge de longueur b. Dire que la proportion définie par a et b est d'or revient à dire que les triangles OAB et OCA sont semblables. Euclide exprime la « proportion d'or », qu'il appelle « extrême et moyenne raison », de la manière suivante : « Une droite est dite coupée en extrême et moyenne raison lorsque la droite entière est au plus grand segment comme le plus grand segment est au plus petit. »
Le rapport a/b ne dépend pas des deux valeurs a et b, dès lors que ces deux nombres sont en proportion d'extrême et de moyenne raison. Cela donne une nouvelle définition du nombre d'or :

Définition du nombre d'or — Le nombre d'or est le nombre réel positif, noté φ, égal à la fraction a/b si a et b sont deux nombres en proportion d'extrême et de moyenne raison. Il est donné par la formule :
Sa valeur approximative est donc 1,6180339887.
La proportion (1), définissant la proportion d'or, peut être écrite de la manière suivante, obtenue en multipliant l'égalité par a/b :
φ est donc solution d'une équation du second degré. Cette propriété donne lieu à une troisième définition :
Définition alternative du nombre d'or — Le nombre d'or est l'unique solution positive de l'équation du second degré suivante :
Cette équation est équivalente à celle indiquant que l'inverse de l'inconnue x est égal à x – 1 (ce qui implique que 1/φ est égal à la partie fractionnaire de φ). Plus généralement, toutes les puissances de φ, d'exposant n entier positif ou négatif, peuvent s'écrire sous la forme φn = an + bnφ, où an et bn sont des entiers relatifs qui suivent la suite de Fibonacci.
Il existe deux modes de définition du nombre d'or, celle géométrique qui s'exprime sous forme de proportion et celle algébrique qui définit le nombre comme l'unique racine positive d'une équation. Cette double approche permet de résoudre un problème d'algèbre, en l'occurrence une équation du second degré, à l'aide de méthode géométrique : on parle d'algèbre géométrique.

### Rectangle et spirale d'or

Figure 2. Construction, à la règle et au compas, d'un segment de longueur égale au nombre d'or.

Figure 3. Rectangles d'or et divine proportion. D'après le théorème de Pythagore,, donc

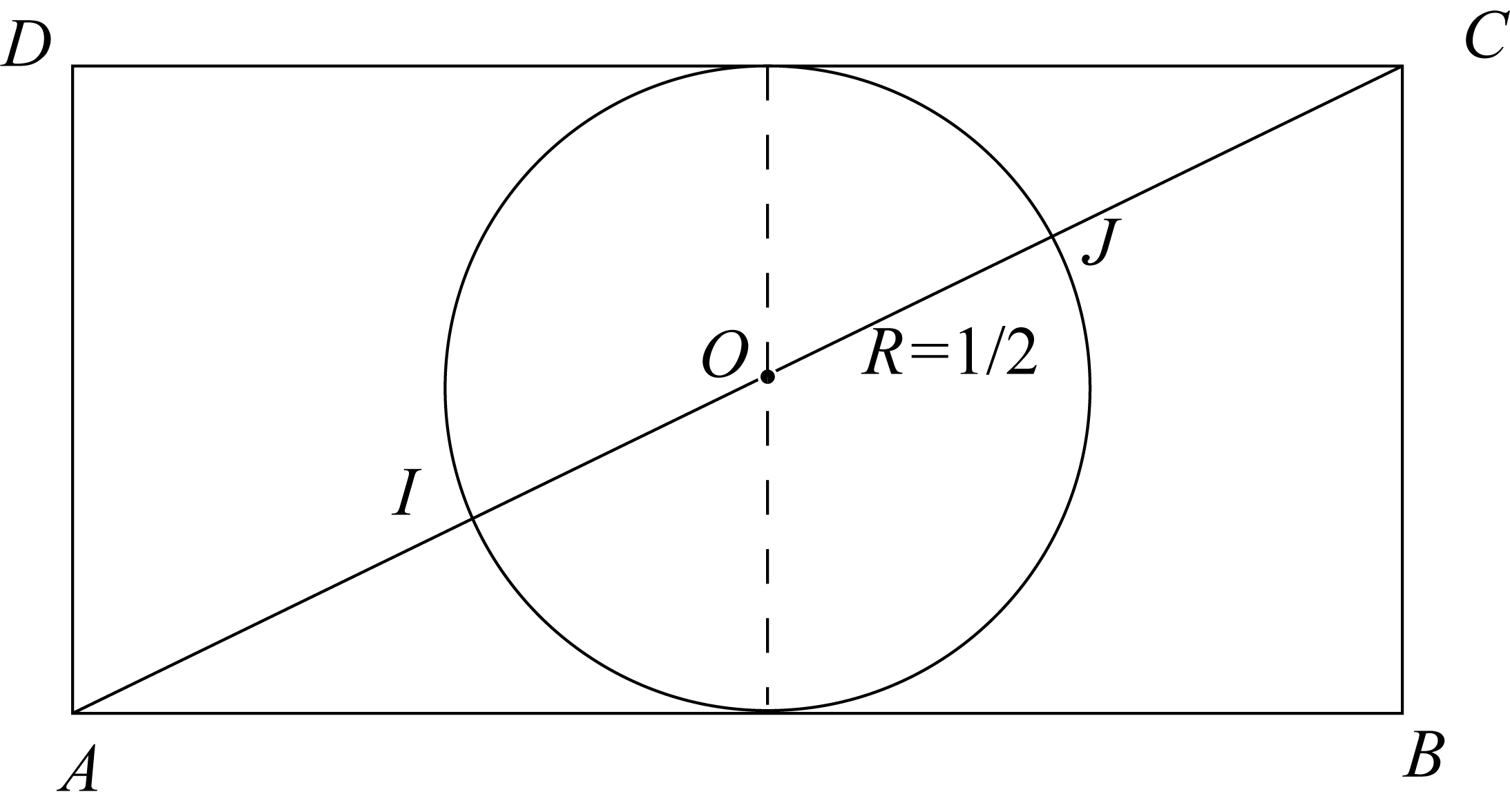
Autre construction, équivalente. Le rectangle est de côtés 2 et 1.. Notons que la puissance du point par rapport au cercle, égale à, vaut 1.

Les calculs précédents permettent, à l'aide d'une règle et d'un compas de dessiner une proportion d'extrême et de moyenne raison. La méthode est illustrée sur la figure 2. On dessine un cercle de centre C et de rayon 1 (en orange). Puis, de l'extrémité du rayon, on élève un segment (en vert) perpendiculaire au rayon, de longueur 1/2, et on trace le cercle de centre C′ et de rayon 1/2. Le segment bleu qui a pour extrémités C et le point du cercle C' dans le prolongement de CC' est de longueur φ.
Cette méthode permet donc de construire un « rectangle d'or », c'est-à-dire un rectangle de longueur a et de largeur b tel que a et b soient en proportion d'extrême et de moyenne raison. En d'autres termes, un rectangle est dit d'or si le quotient de sa longueur par sa largeur est égal au nombre d'or. Mais pour tracer un rectangle d'or de largeur b, une méthode plus simple (cf. figure 3) est de dessiner un carré de côté b. En prenant le milieu de la base comme centre, on trace un cercle passant par les deux sommets opposés. L'intersection de ce cercle avec la droite prolongeant la base du carré détermine l'extrémité de la base a du rectangle d'or.

Figure 4. Deux petits rectangles d'or inscrits dans un grand rectangle d'or.

En disposant côte à côte deux rectangles identiques, l'un en format paysage et l'autre en format portrait (figure 4), on dessine les contours d'un nouveau rectangle. Le rectangle de départ est d'or si et seulement si sa diagonale est confondue avec la diagonale du grand rectangle. En effet, si sur le rectangle a × b de la figure 3 on trace la diagonale, le rectangle horizontal obtenu sera d'or parce qu'homothétique du grand, et comme sa longueur est b, c'est donc le même que le rectangle vertical, qui est d'or comme expliqué dans le paragraphe suivant.

Figure 5.

En enlevant un carré de côté b d'un rectangle d'or de côtés a × b (figures 3 et 4), il reste un rectangle de longueur b et de largeur a − b. Un rapide calcul montre que ce rectangle est encore d'or :
Il est possible de réitérer le processus et d'intégrer un carré de côté a − b dans le rectangle d'or de côtés b × (a − b). Cette méthode peut être prolongée indéfiniment (figure 5). Si, dans chaque carré est dessiné un quart de cercle d'extrémités deux côtés du carré, comme sur la figure, on obtient une spirale. Ce graphique est une bonne approximation d'une spirale d'or, d'équation polaire :
Cette spirale est un cas particulier de spirale logarithmique. Comme toute spirale de cette famille, elle possède une propriété caractéristique : si A est un point de la spirale, alors la droite passant par le centre de la spirale et A fait un angle constant avec la tangente à la spirale en A. Une telle spirale est dite « équiangle ».
Pour se faire une idée de ce qu'est un rectangle d'or, on peut regarder une carte de paiement de format ISO 7810 (à condition de réduire son petit côté d'au moins un millimètre, le rapport entre longueur et largeur est inférieur d'environ 2 % au nombre d'or), ou bien, parmi les nombreux formats de livre de poche, un livre de format 11 × 18 cm (à condition de réduire son grand côté d'au moins deux millimètres, le rapport est cette fois supérieur d'un peu plus de 1 %). Une feuille de papier au format A4 est trop large pour représenter un rectangle d'or, il faudrait enlever à son petit côté plus de deux centimètres et demi pour l'en rapprocher (dans ces formats, le rapport entre longueur et largeur est exactement {\displaystyle {\sqrt {2}}\approx 1{,}4142}, soit un peu moins que {\displaystyle \varphi \approx 1{,}61803}).
D'autres figures se dessinent à l'aide du nombre d'or à l'instar de l'« œuf d'or ».

Note : le rectangle « vertical, à droite » est aussi un rectangle d'or.

### Pentagone et pentagramme

Une fois la proportion d'extrême et de moyenne raison construite, il est simple de dessiner un pentagone.

Découpage d'un triangle d'or en un triangle d'argent et un triangle d'or en proportion d'or avec le premier

Un pentagone régulier se construit à l'aide de la proportion d'extrême et moyenne raison. Soit un cercle de diamètre OP1 et de rayon a, illustré sur la figure de gauche. Si b est le nombre réel plus petit que a tel que a et b soient en proportion d'or, et P2, P3, P4 et P5 les intersections du cercle de diamètre OP1 avec les deux cercles de centre O et de rayon a + b et b, alors les cinq points Pi définissent un pentagone.

Le pentagramme associé, c'est-à-dire la figure composée des cinq diagonales du pentagone (Cf. figure de droite), contient aussi de multiples proportions d'extrêmes et moyennes raisons. Elles s'expriment simplement à l'aide de triangles isocèles dont les longueurs des côtés sont en proportion d'or. De tels triangles sont appelés triangles d'or. Il en existe de deux types différents, les jaunes ayant une base proportionnelle à a et deux côtés à b et les orange ayant une base proportionnelle à b et deux côtés à a. Les triangles foncés sont semblables aux plus clairs de même couleur, la proportion entre clair et foncé est encore d'or.
Les triangles jaunes possèdent deux angles de 36°, soit le cinquième d'un angle plat et un de 108°, soit les trois cinquièmes d'un angle plat. Un tel triangle est parfois appelé « triangle d'argent ». Les triangles orange possèdent deux angles de 72°, soit les deux cinquièmes d'un angle plat et un angle de 36°. Avec des triangles d'or et d'argent dont les côtés sont toujours a et b, il est possible de paver intégralement un plan euclidien de manière non périodique. Un tel pavage est dit de Penrose.

### Trigonométrie

L'analyse des mesures des triangles d'argent et d'or permettent de déterminer les valeurs trigonométriques associées au pentagone. Considérons un triangle d'argent de base φ et donc de côtés adjacents de longueur 1. Ce triangle, coupé en son milieu, comme sur la figure de droite, est un triangle rectangle d'hypoténuse de longueur 1. Sa base est de longueur φ/2 car elle correspond à la demi-base du rectangle d'argent. On en déduit :
Un raisonnement analogue s'applique au triangle d'or. Les côtés ont toujours une longueur 1, la base est en proportion d'or donc de longueur φ –1. On en déduit que le cosinus de 72° est égal à (φ – 1)/2. À partir de ces valeurs et de différentes formules, il est possible de calculer les images par les fonctions trigonométriques des multiples ainsi que les moitiés de l'angle 36°.
Une autre manière de déterminer les différentes valeurs caractéristiques d'un pentagone consiste à utiliser le plan complexe. Les affixes des sommets sont les racines cinquièmes de l'unité. Comme 5 est un nombre de Fermat, le théorème de Gauss-Wantzel a pour conséquence que le pentagone régulier est constructible à la règle et au compas : les racines s'obtiennent par résolutions successives d'équations du second degré. Dans le plan complexe, les affixes des sommets du pentagone sont 1 et les racines du cinquième polynôme cyclotomique X4 + X3 + X2 + X + 1.

## Arithmétique
Un autre chemin que celui de la géométrie permet de mieux comprendre les propriétés du nombre d'or, l'arithmétique. Elle met en évidence ses propriétés algébriques ainsi que les profondes relations entre des sujets de prime abord différents comme la suite de Fibonacci, les fractions continues ou certaines équations diophantiennes. Une équation diophantienne est une équation dont les coefficients sont entiers et dont les solutions recherchées sont entières.

Le nombre d'or vérifie la relation {\displaystyle \varphi ^{2}=\varphi +1}, s'écrivant aussi {\displaystyle \varphi -1={1 \over \varphi }}. Ceci permet d'écrire φ sous forme de racines carrées imbriquées :

ou sous forme de séries géométriques :
{\displaystyle \varphi =\sum _{k=0}^{\infty }{\frac {1}{\varphi ^{2k}}}\left(={\frac {\varphi ^{2}}{\varphi ^{2}-1}}\right)} ;
voir dans l'article base d'or comment ces relations s'écrivent en système de numération "phinaire".
Le nombre d'or est également lié à un certain anneau d'entiers algébriques. Les repères sont modifiés par rapport à ceux des entiers relatifs, mais le mot « entier » est encore utilisé, par analogie : le nombre d'or est un entier algébrique et même un entier quadratique. Le mot accolé à « entier » marque la différence. Par exemple 11, qui est un nombre premier dans les entiers usuels, n'est pas un élément premier dans ce nouvel univers de nombres.

### Fraction continue
La fraction continue est une manière d'approcher un nombre réel ; dans le cas du nombre d'or, elle est simple. On peut l'approcher par les valeurs 1 ou 1 + 1/1. La fraction suivante est plus précise :
Le prolongement à l'infini de cette méthode donne exactement le nombre d'or :
En effet, le membre de droite représente un irrationnel positif x qui vérifie, par construction, {\displaystyle x=1+{\frac {1}{x}}} c'est-à-dire x2 = x + 1. Ce nombre x est donc égal à φ.
La fraction continue approximant le nombre d'or possède systématiquement la plus petite valeur possible pour chacun de ses coefficients, à savoir 1. Ce nombre irrationnel et tous ceux qui lui sont équivalents sont ceux qui s'approximent le plus mal par des rationnels. On dit de lui qu'il est « le plus irrationnel » des nombres réels (cf. théorème de Hurwitz sur les approximations diophantiennes).

Construction du nombre d'or à l'aide des fractions continues.

### Suite de Fibonacci
Le calcul des couples de numérateurs et dénominateurs obtenus par la fraction continue donne les valeurs suivantes (1, 1), (2, 1), (3, 2), (5, 3), … le dénominateur correspond au numérateur de la fraction précédente. Il est aussi égal au n-ième terme de la suite de Fibonacci (Fn). Elle est définie par récurrence :

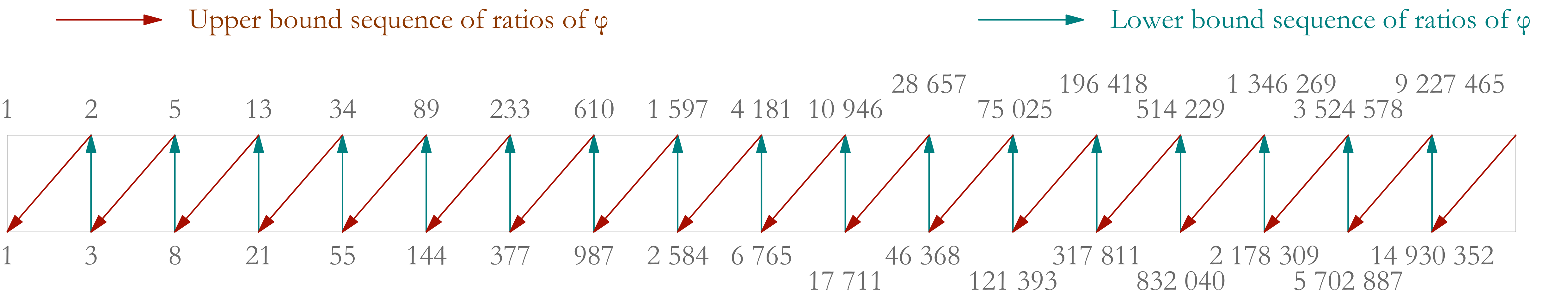
Représentation des termes de la suite de Fibonacci mettant en évidence les ratios convergents vers le nombre d'or.

La suite de Fibonacci fournit donc des approximations du nombre d'or :
La vitesse de convergence est linéaire ; la différence entre Fn+1/Fn et φ est, en valeur absolue, inférieure au carré de l'inverse de Fn. Par exemple, la fraction F16/F15 = 987/610 = 1,6180327… offre une précision proche du millionième.
Réciproquement, la formule de Binet exprime la suite de Fibonacci en fonction du nombre d'or :
On en déduit l'équivalent :
En effet, –1/φ est strictement compris entre –1 et 0 donc ses puissances s'approchent de plus en plus de 0, tandis que celles de φ tendent vers l'infini. Si l'on prend l'entier le plus proche de l'expression précédente en négligeant le terme en (–1/φ)n, on obtient :

### Équation diophantienne
La fraction continue offre des approximations rationnelles Fn+1/Fn qui sont « presque » des solutions à l'équation (1) ci-dessus. Plus précisément, (Fn+1/Fn)2 – (Fn+1/Fn) – 1 n'est bien sûr pas égal à 0 (puisque le nombre d'or est irrationnel) mais à (–1)n/Fn2, ou encore :
Ceci est lié à l'équation diophantienne :
Le cas n = 5 de l'identité de Brahmagupta prend, par changement de variables, la forme suivante :
Si (a, b) et (c, d) forment deux couples solutions de l'équation (2), cette identité fournit donc une nouvelle solution (e, f), donnée par e = ac + bd et f = ad + bc + bd. La découverte de la « multiplication » particulière suivante permet ainsi de construire autant de solutions que désiré, à partir d'une solution non triviale :
En effet, en combinant une solution (x, y) avec elle-même, on en obtient une nouvelle : (x2 + y2, 2xy + y2), et l'on peut réitérer cette opération.
Remarquons aussi qu'en combinant (Fp–1, Fp) avec (Fq–1, Fq), on obtient (Fp+q–1, Fp+q).

### Entiers de ℚ(√5)
L'ensemble, noté ℤ[φ], des nombres réels de la forme a + φb (avec a et b entiers relatifs) est stable par addition, mais aussi par multiplication puisque φ2 = 1 + φ (de proche en proche, toutes les puissances de φ sont donc dans ℤ[φ] ; plus précisément, φn = Fn–1 + Fnφ, où (Fn) désigne la suite de Fibonacci).
On obtient ainsi une structure équipée d'une addition et d'une multiplication, qui est un anneau commutatif intègre. On montre que ℤ[φ] est l'anneau des éléments « entiers » du corps quadratique ℚ(√5), c'est-à-dire ceux qui sont racines d'un polynôme de la forme X2 + cX + d, avec c et d entiers relatifs.
L'anneau ℤ[φ] est euclidien, c'est-à-dire qu'il dispose d'une division euclidienne semblable à celle de l'anneau ℤ des entiers relatifs. Les outils de l'arithmétique usuelle sur ℤ, comme le théorème de Bachet-Bézout, le lemme d'Euclide ou le théorème fondamental de l'arithmétique, sont tous des conséquences de la division euclidienne.
La compréhension de l'arithmétique de ℤ passe souvent par celle des nombres premiers. L'anneau ℤ[φ] a aussi ses propres éléments premiers. Un nombre premier de ℤ n'est pas toujours premier dans ℤ[φ], comme le montre le contre-exemple 11 = (3 + 2φ)(5 – 2φ). Cette différence engendre des modifications dans l'application des théorèmes classiques. Par exemple, un analogue du petit théorème de Fermat indique qu'un nombre premier p ne divise φp–1 – 1 que s'il est congru à ±1 modulo 5.

## Histoire

### Antiquité
(décembre 2018).

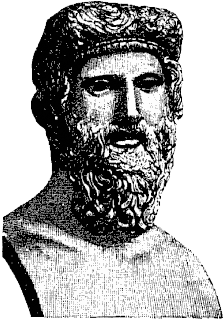
Selon Thomas L. Heath interprétant un passage de Proclus, Platon entame une étude des propriétés de la proportion dorée, qui est poursuivie par Eudoxe.

Certains historiens, considèrent que l'histoire du nombre d'or commence lorsque cette valeur fit l'objet d'une étude spécifique. Pour d'autres, la détermination d'une figure géométrique contenant au moins une proportion se calculant à l'aide du nombre d'or suffit. La pyramide de Khéops (vers 2600 av. J.-C.) devient, selon cette dernière convention, un bon candidat pour l'origine[source insuffisante].
Les historiens s'accordent tous sur l'existence d'une origine ancienne, mais l'absence de document d'époque définitif interdit une connaissance indiscutable de l'origine. Dans ce cadre, l'hypothèse est parfois émise que le nombre d'or a son origine chez les pythagoriciens, : ils auraient connu et construit le dodécaèdre régulier.
Les pythagoriciens connaissaient déjà une construction du pentagone à l'aide de triangles isocèles. À cette époque, l'étude du nombre d'or est essentiellement géométrique, Hypsiclès, un mathématicien grec du IIe siècle av. J.-C., en fait usage pour la mesure de polyèdres réguliers. Elle revient chaque fois qu'un pentagone est présent.
L'approche arithmétique est initialement bloquée par le préjugé pythagoricien qui voudrait que tout nombre soit rationnel (rappelons que le nombre d'or ne l'est pas). Platon évoque cette difficulté. Les premières preuves du caractère irrationnel de certaines diagonales de polygones réguliers remontent probablement au Ve siècle av. J.-C. Platon cite les travaux de son précepteur, Théodore de Cyrène, qui montre l'irrationalité de √5 et, par voie de conséquence, celle du nombre d'or[non pertinent]. Dès cette époque, les mathématiciens grecs découvrent des algorithmes d'approximation des nombres diagonaux et latéraux. Bien plus tard, Héron d'Alexandrie, un mathématicien du Ier siècle pousse plus loin cette démarche à l'aide des tables trigonométriques de Ptolémée[pertinence contestée].
Le premier texte mathématique indiscutable est celui des Éléments d'Euclide (vers 300 av. J.-C.). Dans la 3e définition du Livre vi, le nombre d'or est défini comme une proportion géométrique :

« Une droite est dite coupée en extrême et moyenne raison quand, comme elle est tout entière relativement au plus grand segment, ainsi est le plus grand relativement au plus petit. »

Sa relation avec le pentagone, l'icosaèdre et le dodécaèdre régulier est mise en évidence. Il est donc lié aux problèmes géométriques déjà résolus par les pythagoriciens, mais selon l'historien des sciences Thomas Heath (s'appuyant sur Proclus), c'est probablement Platon qui en avait fait ensuite un objet d'étude en soi :

« L'idée que Platon initia l'étude (du nombre d'or) comme sujet intrinsèque n'est pas du tout contradictoire avec la supposition que le problème d'Eucl. II. 11 a été résolu par les pythagoriciens. »

### Moyen Âge

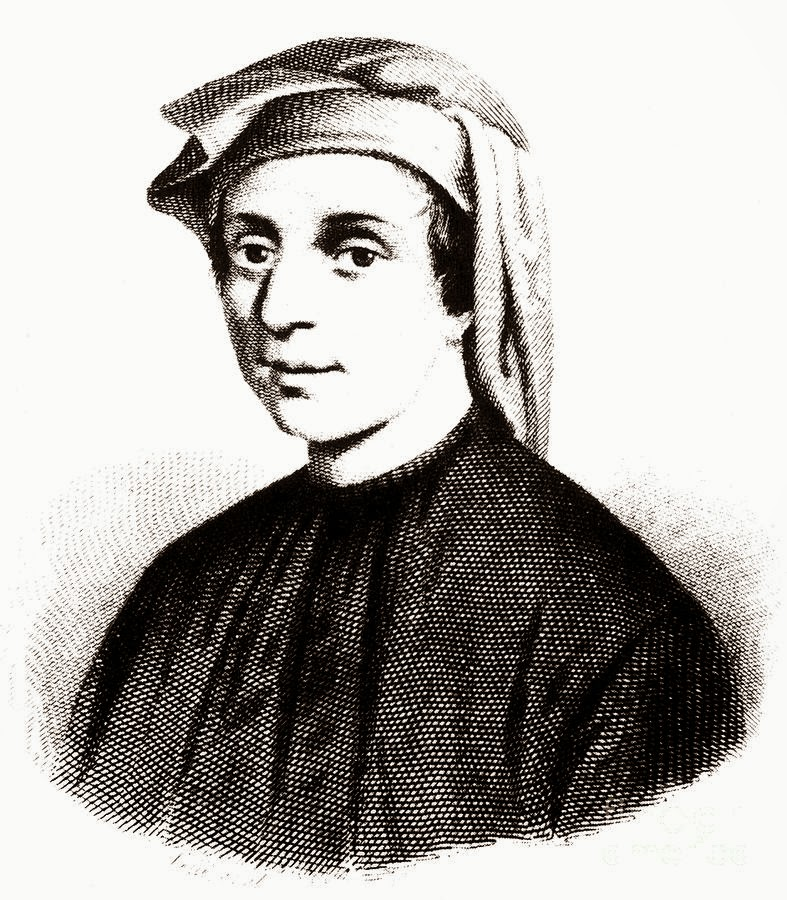
Leonardo Pisano, plus connu sous le nom de Fibonacci, établit la relation entre des équations du second degré et le nombre d'or.

Les mathématiques arabes apportent un nouveau regard sur ce nombre, plus tard qualifié d'or. Ce n'est pas tant ses propriétés géométriques qui représentent pour eux son intérêt, mais le fait qu'il soit solution d'équations du second degré. Al-Khwârizmî, un mathématicien perse du VIIIe siècle, propose plusieurs problèmes consistant à diviser une longueur de dix unités en deux parties. L'un d'eux possède comme solution la taille initiale divisée par le nombre d'or. Abu Kamil propose d'autres questions de même nature dont deux sont associées au nombre d'or. En revanche, ni pour Al-Khwârizmî ni pour Abu Kamil, la relation avec la proportion d'extrême et moyenne raison n'est mise en évidence. Il devient ainsi difficile de savoir si la relation avec le nombre d'or était claire pour eux.
Leonardo Pisano, plus connu sous le nom de Fibonacci, introduit en Europe les équations d'Abu Kamil. Dans son livre Liber Abaci, on trouve non seulement la longueur des deux segments d'une ligne de 10 unités mais aussi, clairement indiquée la relation entre ces nombres et la proportion d'Euclide. Son livre introduit la suite qui porte maintenant son nom, connue « aux Indes » depuis le VIe siècle. En revanche la relation avec le nombre d'or n'est pas perçue par l'auteur. Un élément de cette suite est la somme des deux précédents.
En 1260, Campanus démontre l'irrationalité de φ par une descente infinie que l'on peut visualiser dans la spirale d'or,.

### Renaissance

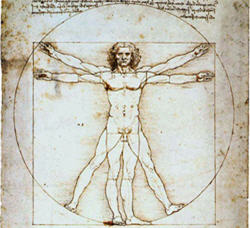
L'homme de Vitruve de Léonard de Vinci respecte les proportions explicitées par Vitruve, rationnels préférés au nombre d'or par Pacioli pour ce qui concerne les œuvres d'art.

À la fin du XVe siècle, Luca Pacioli rédige un livre intitulé La divine proportion, illustré par Léonard de Vinci. Si l'aspect mathématique n'est pas nouveau, le traitement de la question du nombre d'or est inédit. L'intérêt du nombre ne réside pas tant dans ses propriétés mathématiques que mystiques, elles « concordent avec les attributs qui appartiennent à Dieu… » Pacioli cite les dix raisons qui l'ont convaincu. L'incommensurabilité prend, sous la plume de l'auteur, la forme suivante « De même que Dieu ne peut se définir en termes propres et que les paroles ne peuvent nous le faire comprendre, ainsi notre proportion ne se peut jamais déterminer par un nombre que l'on puisse connaître, ni exprimer par quelque quantité rationnelle, mais est toujours mystérieuse et secrète, et qualifiée par les mathématiciens d'irrationnelle ».
Pacioli rédige ainsi l'envoi de son livre : « une œuvre nécessaire à tous les esprits perspicaces et curieux, où chacun de ceux qui aiment à étudier la philosophie, la perspective, la peinture, la sculpture, l'architecture, la musique et les autres disciplines mathématiques, trouvera une très délicate, subtile et admirable doctrine et se délectera de diverses questions touchant à une très secrète science. », il est en revanche discret sur la manière dont s'applique cette proportion. Dans son traité d'architecture, l'auteur se limite aux proportions de Vitruve, un architecte de la Rome antique. Elles correspondent à des fractions d'entiers, choisies à l'image du corps humain. S'il cite comme exemple une statue du grec Phidias, ce n'est que pour y voir le nombre d'or dans un dodécaèdre régulier, une figure associée au pentagone symbole de la quintessence, une représentation du divin. Les architectes de la Renaissance n'utilisent pas le nombre d'or,.
Les mathématiciens de l'époque ne sont pas en reste. Les spécialistes des équations polynomiales que sont Jérôme Cardan et Raphaël Bombelli indiquent comment calculer le nombre d'or à l'aide d'équations de second degré. Un résultat plus surprenant est anonyme. Une note manuscrite, datant du début du XVIe siècle et écrite dans la traduction de Pacioli des éléments d'Euclide de 1509, montre la connaissance de la relation entre la suite de Fibonacci et le nombre d'or. Si l'on divise un terme de la suite par son précédent, on trouve une approximation du nombre d'or. Plus le terme est élevé, plus l'approximation est bonne et elle peut devenir aussi précise que souhaitée. Ce résultat est, plus tard, retrouvé par Johannes Kepler puis par Albert Girard. Kepler est fasciné par le nombre d'or, il dit de lui « La géométrie contient deux grands trésors : l’un est le théorème de Pythagore ; l’autre est la division d’une ligne en moyenne et extrême raison. Le premier peut être comparé à une règle d’or ; le second à un joyau précieux ».

### XIXesiècle: naissance d'unmythe

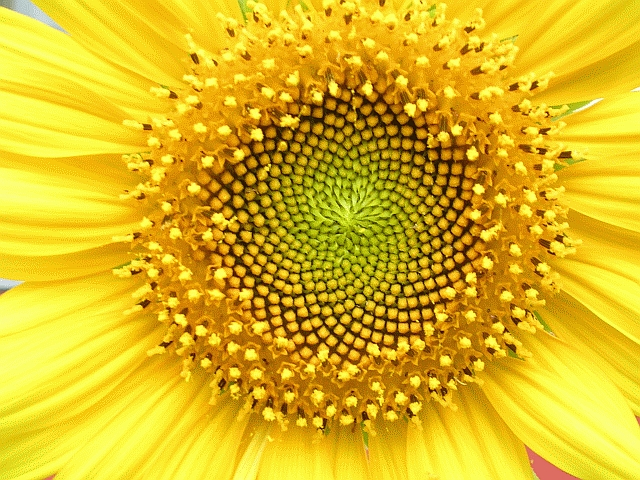
Adolf Zeising appuie sa théorie sur des exemples naturels incontestables. Un tournesol présente une figure où apparaît la suite de Fibonacci, ainsi que la spirale d'or.

Sur le front des mathématiques, l'intérêt diminue. Au XVIIIe siècle, le nombre d'or ainsi que les polyèdres réguliers sont considérés « avec assez de justice, comme une branche inutile de la géométrie ». Concernant le nombre d'or, on lui prête encore un peu d'attention au siècle suivant : Jacques Binet démontre en 1843 la formule, peut-être connue avant lui, mais qui porte maintenant son nom : si la lettre φ désigne le nombre d'or, le n-ième terme de la suite de Fibonacci est donné par : (φn – (1 − φ)n)/√5. L'essentiel des travaux se reporte sur la suite de Fibonacci. Édouard Lucas trouve des propriétés subtiles associées à cette suite, à laquelle il donne pour la première fois le nom de « suite de Fibonacci ». Son résultat le plus important porte le nom de Loi d'apparition des nombres premiers au sein de la suite de Fibonacci,.

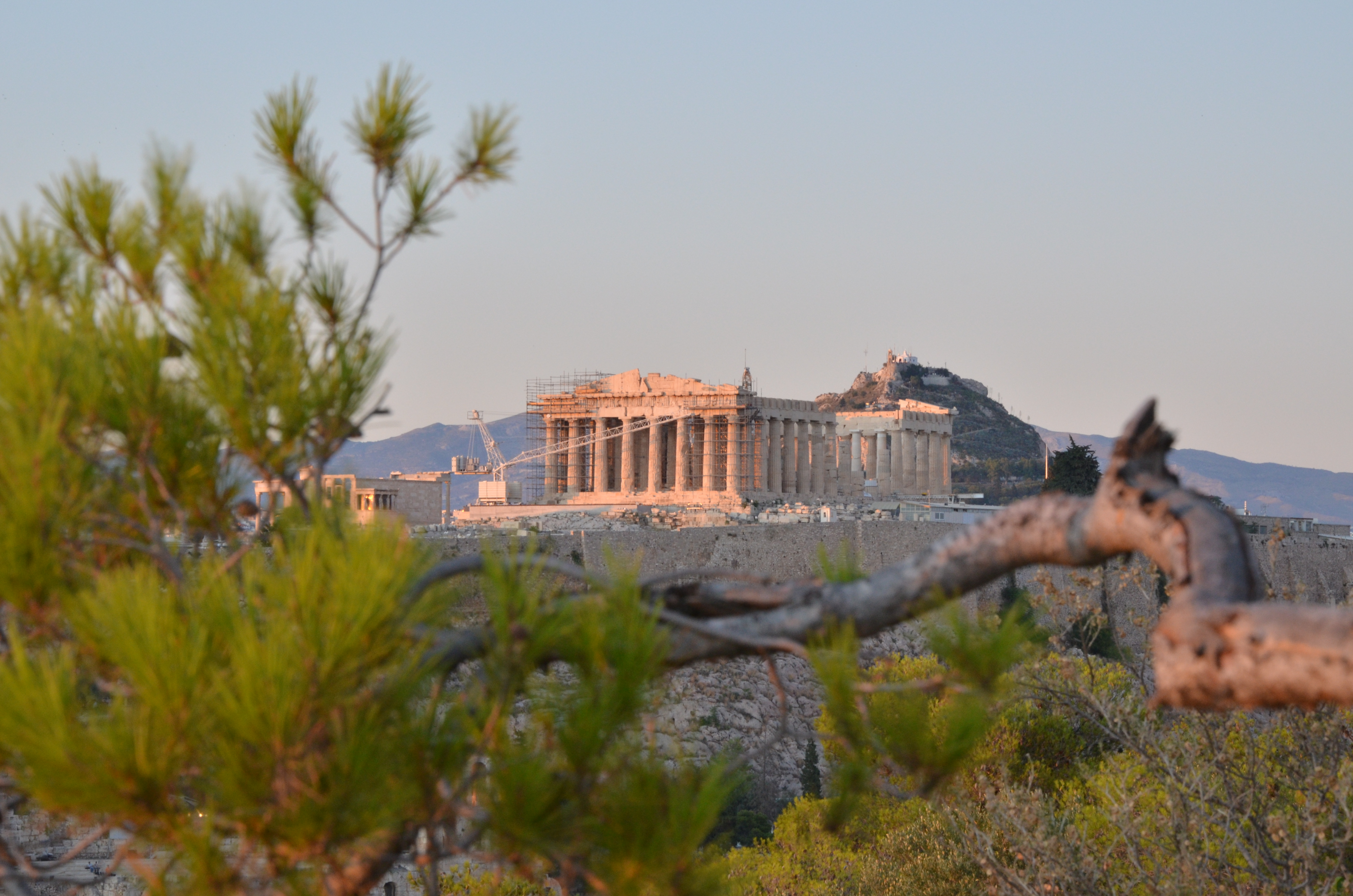
D'autres sont plus polémiques. Pour retrouver le nombre d'or dans le Parthénon, il est nécessaire d'user de conventions spécifiques.

C'est durant ce siècle que les termes de « section dorée », puis « nombre d'or » apparaissent. On les trouve dans une réédition d'un livre de mathématiques élémentaires écrit par Martin Ohm. L'expression est citée dans une note de bas de page : « Certains ont l'habitude d'appeler la division en deux telles parties une section d'or. » Cette réédition fait surface dans une période située entre 1826 et 1835, en revanche son origine est un mystère.
L'intérêt resurgit au milieu du siècle avec les travaux du philosophe allemand Adolf Zeising. Avec lui, le nombre d'or devient un véritable système, une clé pour la compréhension de nombreux domaines, tant artistiques — comme l'architecture, la peinture, la musique —, que scientifiques — avec la biologie et l'anatomie. Une dizaine d'années plus tard, il publie un article sur le pentagramme, « manifestation la plus évidente et la plus exemplaire de cette proportion ». Une relecture de la métaphysique pythagoricienne lui permet de conclure à l'existence d'une loi universelle fondée sur le pentagramme, et donc, sur le nombre d'or. Malgré une approche scientifique douteuse,, la théorie de Zeising obtient un franc succès.
En France, pouvoir codifier de manière scientifique la beauté est une idée qui séduit. Les dimensions du Louvre, de l'Arc de triomphe sont mesurées avec attention. Des délégations sont chargées de mesurer précisément la taille des pyramides d'Égypte ainsi que du Parthénon. Les cathédrales ne sont pas en reste. La France trouve son champion en Charles Henry, un érudit qui s'inscrit dans l'esprit positiviste de son temps. Dans un texte fondateur, à l'origine du mouvement pointilliste, il associe au nombre d'or, une théorie de la couleur et des lignes. Son influence auprès de peintres comme Seurat ou Pissarro n'est pas négligeable, mais son attachement au nombre d'or n'est pas aussi profond que chez son collègue allemand : en 1895, il finit par abandonner définitivement l'idée de quantifier le beau.

### XXesiècle: le paroxysme

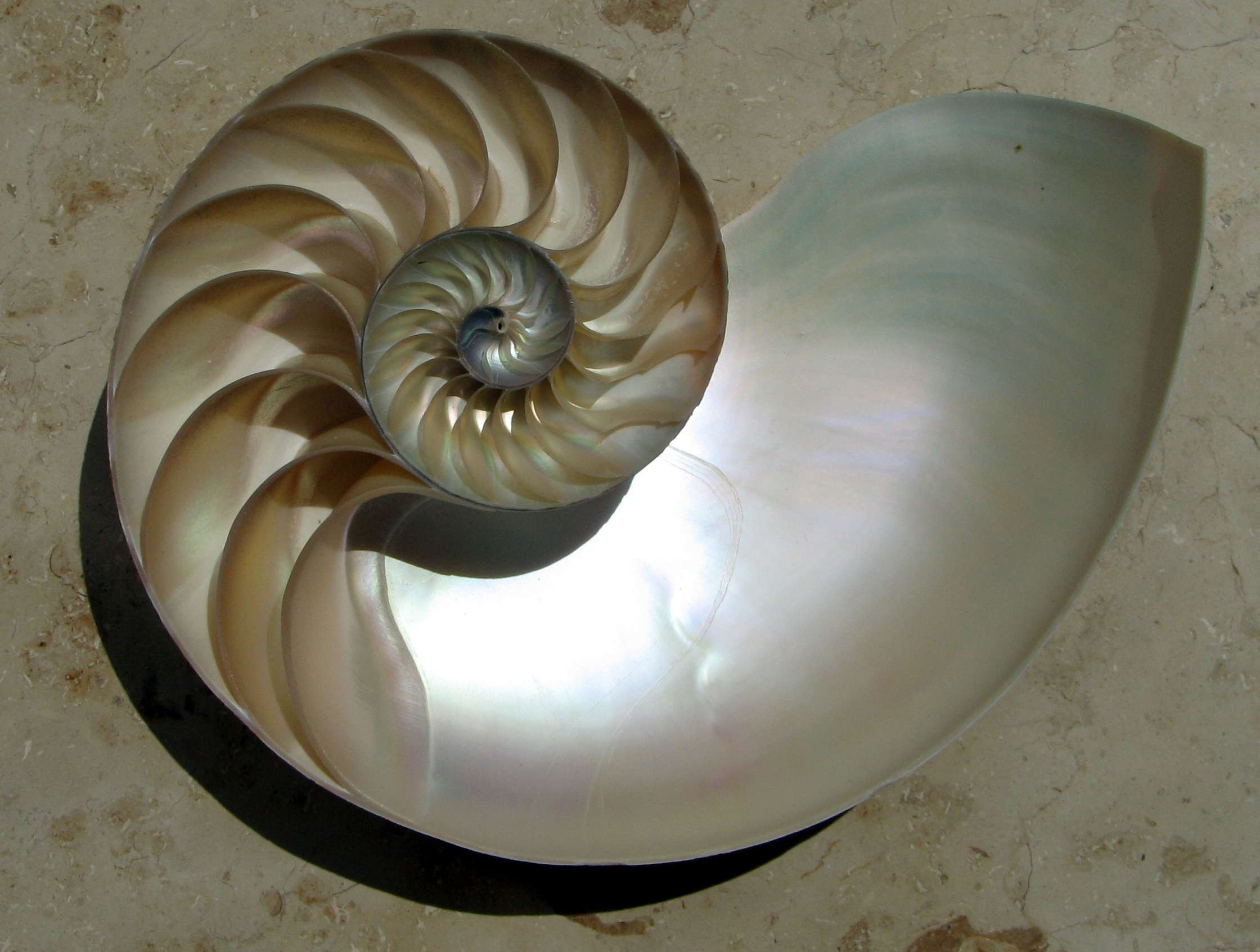
Toute spirale n'est pas d'or. Celle du nautile n'a rien à voir avec la divine proportion.

Loin de s'éteindre avec le déclin du positivisme, la popularité du nombre d'or ne fait que croître durant la première partie du siècle. Le prince roumain Matila Ghyka en devient l'incontestable chantre. Il reprend les thèses du siècle précédent et les généralise. Tout comme Zeising, il s'appuie tout d'abord sur les exemples issus de la nature, comme les coquillages ou les plantes. Il applique cette universalité à l'architecture avec des règles plus souples que son prédécesseur. Cette théorie avait déjà influé sur les notations, le nombre d'or étant noté φ en référence au sculpteur Phidias, concepteur du Parthénon.
La dimension mystique n'est pas absente chez Ghyka et trouve ses origines dans la philosophie pythagoricienne. L'absence de trace écrite sur le nombre d'or chez les pythagoriciens s'expliquerait par le culte du secret. Cette idée est largement reprise et généralisée par les mouvements de pensées ésotériques au XXe siècle. Le nombre d'or serait une trace d'un savoir perdu, nommé Tradition Primordiale ou Connaissance Occulte chez les Rose-Croix ou des mouvements connexes. Ce mouvement de pensée reprend des idées développées en Allemagne au XIXe siècle par Franz Liharzik (1813 - 1866), pour qui la présence du nombre d'or, de π et de carrés magiques est la preuve « incontestable » d'un groupe restreint d'initiés possédant la science mathématique absolue.
En 1929, une époque troublée par des idées d'un autre âge, Ghyka n'hésite pas à tirer comme conclusion de son étude sur le nombre d'or, la suprématie de ce qu'il considère comme sa race : « le point de vue géométrique a caractérisé le développement mental […] de toute la civilisation occidentale […] ce sont la géométrie grecque et le sens géométrique […] qui donnèrent à la race blanche sa suprématie technique et politique. » Si le prince n'insiste que très médiocrement sur cet aspect du nombre d'or, d'autres n'ont pas ses scrupules. Ils usent de l'adéquation de la morphologie d'une population avec les différentes proportions divines pour en déduire une supériorité qualifiée de raciale. Ce critère permet de fustiger certaines populations, sans d'ailleurs la moindre analyse. Le nombre d'or est, encore maintenant, sujet à de prétendues preuves de supériorité culturelle, sociale ou ethnique.
Sans cautionner ces idées extrêmes, certains intellectuels ou artistes éprouvent une authentique fascination pour le nombre d'or ou son mythe. Le compositeur Iannis Xenakis utilise ses propriétés mathématiques pour certaines compositions. L'architecte Le Corbusier reprend l'idée consistant à établir les dimensions d'un bâtiment en fonction de la morphologie humaine et utilise pour cela le nombre d'or. Le poète et intellectuel Paul Valéry s'est beaucoup intéressé au nombre d'or, qu'il évoque dans ses cahiers et dans plusieurs poèmes, dont son Cantique des colonnes (1922) :

« Filles des nombres d'or,
Fortes des lois du ciel,
Sur nous tombe et s'endort
Un dieu couleur de miel. »

Le peintre Salvador Dalí fait référence au nombre d'or et à sa mythologie dans sa peinture, par exemple dans un tableau dénommé Le Sacrement de la dernière Cène.
Sur le plan mathématique, le nombre d'or suit une trajectoire inverse, son aura ne fait que diminuer et il quitte le domaine de la recherche pure. Il existe néanmoins une exception, la revue Fibonacci Quarterly sur la suite de Fibonacci. En revanche, le nombre d'or apparaît comme la clé de quelques sujets scientifiques. La question de phyllotaxie, se rapportant à la spirale que l'on trouve dans certains végétaux comme les écailles de la pomme de pin est-elle vraiment liée à la proportion d'Euclide ? Cette question fait couler beaucoup d'encre dès le siècle précédent. Wilhelm Hofmeister suppose que cette spirale est la conséquence d'une règle simple. Pour le botaniste allemand Julius von Sachs, ce n'est qu'un orgueilleux jeu mathématique, purement subjectif. En 1952, un scientifique, père fondateur de l'informatique, Alan Turing propose un mécanisme qui donnerait raison à Hofmeister. Deux physiciens français, Stéphane Douady et Yves Couder, finissent par trouver l'expérience confirmant Hofmeister et Turing. La présence du nombre d'or dans le monde végétal ne semble ni fortuite ni subjective.

## Nature

### Présence

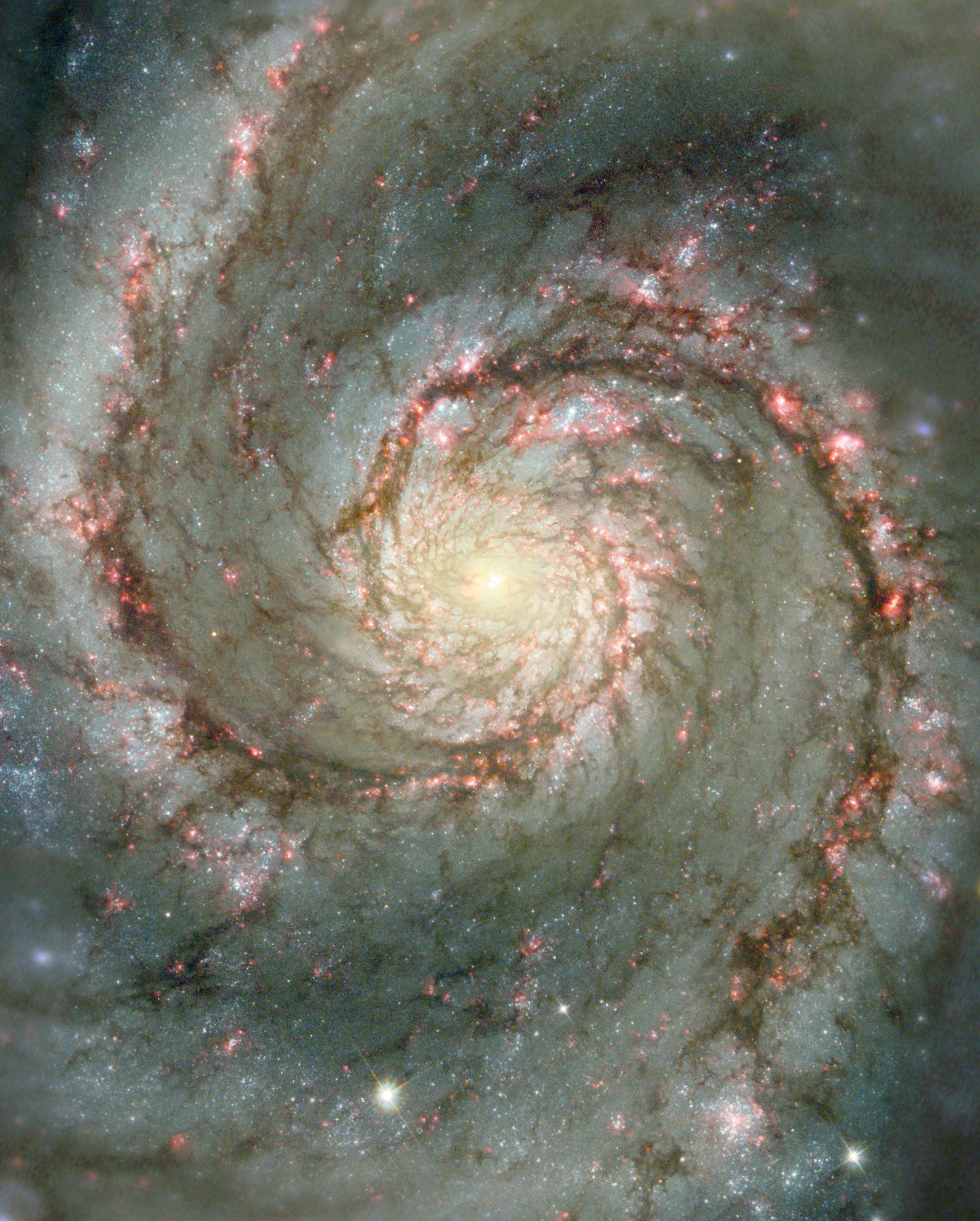
L'absence de nombre d'or dans la spirale logarithmique décrivant la forme d'une galaxie rend l'astronome sceptique sur l'usage de cette proportion dans ce contexte.

La thèse de l'omniprésence du nombre d'or est souvent reprise. Si un avis définitif sur ce phénomène est difficile à propos de l'œuvre des hommes, il est plus aisé de comprendre la différence d'opinion que soulève cette question pour les sciences de la nature. Elle provient de l'usage des critères utilisés pour lier ou non le nombre d'or avec un phénomène.
Dans le monde végétal, les écailles des pommes de pin engendrent des spirales particulières, dites logarithmiques. Ces spirales se construisent à l'aide d'un nombre réel non nul quelconque. Si ce nombre est égal au nombre d'or, les proportions correspondent à la moyenne et extrême proportion d'Euclide et la suite de Fibonacci apparaît. Ce phénomène se produit sur les étamines d'une fleur de tournesol. La présence du nombre d'or n'est pas controversée dans ce cas.

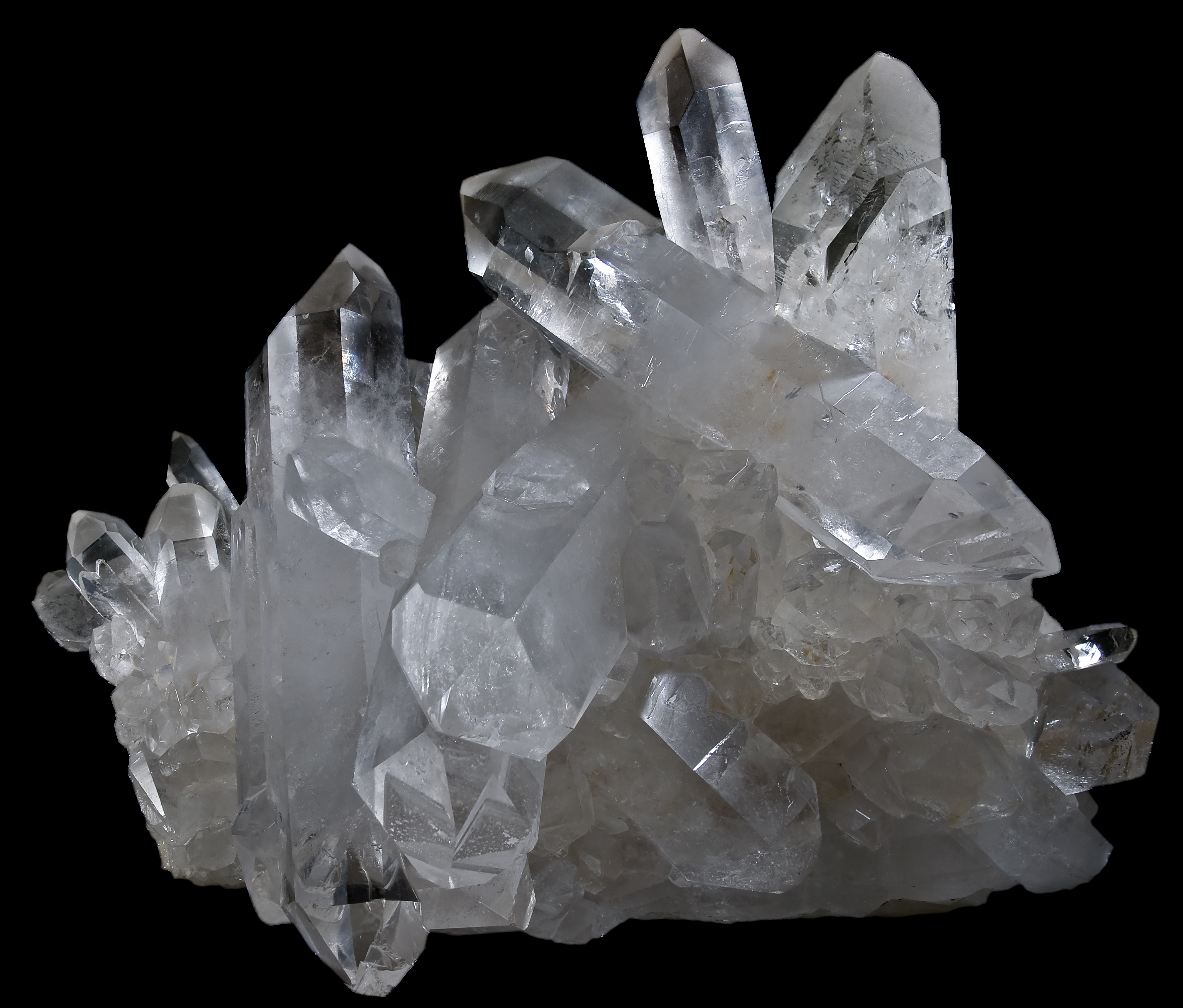
Une organisation autour d'un schéma pentagonal des atomes d'un cristal de quartz explique l'usage du nombre d'or pour l'étude d'un tel minéral.

En revanche, si ce nombre n'est pas égal au nombre d'or, alors ni proportion d'or, ni suite de Fibonacci ne sont pertinentes dans l'étude de la spirale logarithmique correspondante, comme celles que forment la coquille du mollusque le nautilus, les yeux sur les plumes d'un paon ou encore certaines galaxies.
En minéralogie, il existe des cristaux dont les atomes s'organisent selon un schéma pentagonal. Les proportions entre les côtés et les diagonales du pentagone font intervenir le nombre d'or. Il est aussi présent dans des structures dites quasi cristallines. Les atomes dessinent des triangles d'or qui remplissent l'espace sans pour autant présenter de périodicité, on obtient un pavage de Penrose. Pour la même raison que précédemment, le nombre d'or est présent et l'on retrouve la suite de Fibonacci[réf. à confirmer]. Le pentagone n'est pas présent dans tous les cristaux. La structure cubique à faces centrées d'un diamant ne fait pas intervenir le nombre d'or.
Ainsi, selon l'axe d'analyse, la réponse sur l'omniprésence du nombre d'or est différente. Pour un scientifique spécialiste dans un domaine, l'usage du nombre d'or est finalement plutôt rare, limité à quelques sujets comme la phyllotaxie du tournesol ou la cristallographie du quartz. S'il recherche des concepts explicatifs pour mieux comprendre son domaine, la proportion d'Euclide est rarement de ceux-là. D'autres utilisent l'analogie ainsi que l'esthétique comme critère. La divine proportion est pour eux présente dans les cieux, la vie animale et végétale, les minéraux et finalement dans toute la nature.

### Phyllotaxie

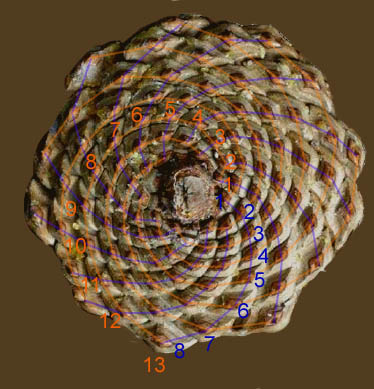
Une pomme de pin illustre par ses écailles un phénomène de phyllotaxie. On trouve des spirales dont la proportion est proche de celle d'Euclide. Le nombre d'écailles dans une spirale ainsi que le nombre de spirales correspond à deux nombres consécutifs dans la suite de Fibonacci.

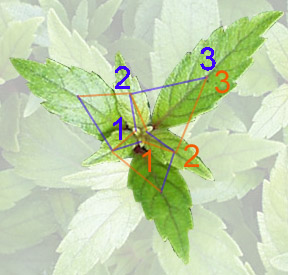
Le mécanisme ne fait pas toujours apparaître le nombre d'or. Pour lAchimenes erecta, on remarque ici trois jeux de trois feuilles. Chaque jeu est pivoté d'un sixième de tour par rapport à la génération précédente. On obtient encore deux jeux de spirales, mais qui n'ont plus rien à voir avec le nombre d'or.

En biologie, l'ordonnancement des écailles d'une pomme de pin ou de l'écorce d'un ananas induit des spirales ordonnées par des nombres entiers, souvent associés au nombre d'or. Sur la figure de gauche, on observe 8 spirales, chacune formée de 13 écailles dans un sens et 13 spirales formées de 8 écailles dans l'autre sens. Les proportions de ces spirales ne sont pas très éloignées de celles d'une spirale d'or. Les nombres 8 et 13 sont deux nombres consécutifs de la suite de Fibonacci et leur rapport est proche du nombre d'or. Un phénomène analogue se produit avec les étamines des tournesols, cette fois avec les couples d'entiers (21,34), (34,55) et (55,89). Chacun de ces couples correspond à deux entiers consécutifs de la suite de Fibonacci.
La phyllotaxie ne suit pas toujours les lois du nombre d'or. À droite, on voit un mécanisme analogue sur des feuilles, les deux spirales sont toujours logarithmiques mais ne suivent plus la proportion d'or. Les nombres de spirales dans un sens et dans l'autre sont égaux.
Ce mécanisme est régi par la règle de Hofmeister : « Le primordium apparaît périodiquement dans le plus grand espace disponible. » Un primordium correspond à un embryon de partie de plante : écaille, feuille, d'étamine, etc. Ce mécanisme est contrôlé par la production d'une substance inhibitrice, appelée morphogène, émise par les primordia. Ainsi une nouvelle pousse ne peut naître que le plus loin possible des précédentes.
Dans le cas de l'Achimenes erecta, la tige pousse rapidement par rapport à la feuille, la deuxième feuille naît dans la direction opposée, le rapport entre la croissance de la tige et le temps d'apparition d'un nouveau primordium fait que la troisième position la meilleure est à un angle d'un tiers de tour par rapport à la première feuille et deux tiers par rapport à la deuxième. Finalement on obtient l'apparition de trois feuilles, décalées d'un tiers de tour l'une par rapport à l'autre, puis d'un nouveau jeu de trois feuilles, décalé d'un sixième de tour par rapport au jeu précédent.
La pomme de pin suit la même règle pour le primordium de l'écaille. La croissance de la tige entre deux primordia est beaucoup plus modérée. Le troisième primordium naît en conséquence entre les deux premiers, avec un angle légèrement plus faible du côté du premier primordium, la tige ayant un peu grandi. Douady et Couder ont montré qu'un tel mécanisme produit deux jeux de spirales d'or de directions opposées dont les nombres de spirales par jeu correspondent à deux éléments consécutifs de la suite de Fibonacci. Plus la croissance entre l'apparition de deux primordia est petite, plus élevés sont les deux éléments consécutifs de la suite.

### Corps humain

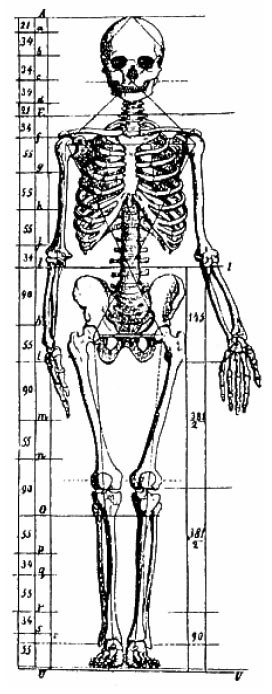
Le squelette de Zeising ne respecte pas précisément les proportions du corps humain, le crâne est par exemple irréaliste.

Le corps humain est un enjeu souvent corrélé à celui du nombre d'or. Il comporte différentes facettes. Tout d'abord scientifique : la question maintes fois posée est de savoir si le corps, à l'image de la fleur de tournesol, possède une relation plus ou moins directe avec le nombre d'or. En termes artistiques, la « divine proportion » est-elle utilisable pour représenter le corps ? Il existe enfin un enjeu esthétique. Si le nombre d'or, comme le pense le compositeur Xenakis, est relié à notre corps, son usage peut être une technique pour obtenir de l'harmonie.

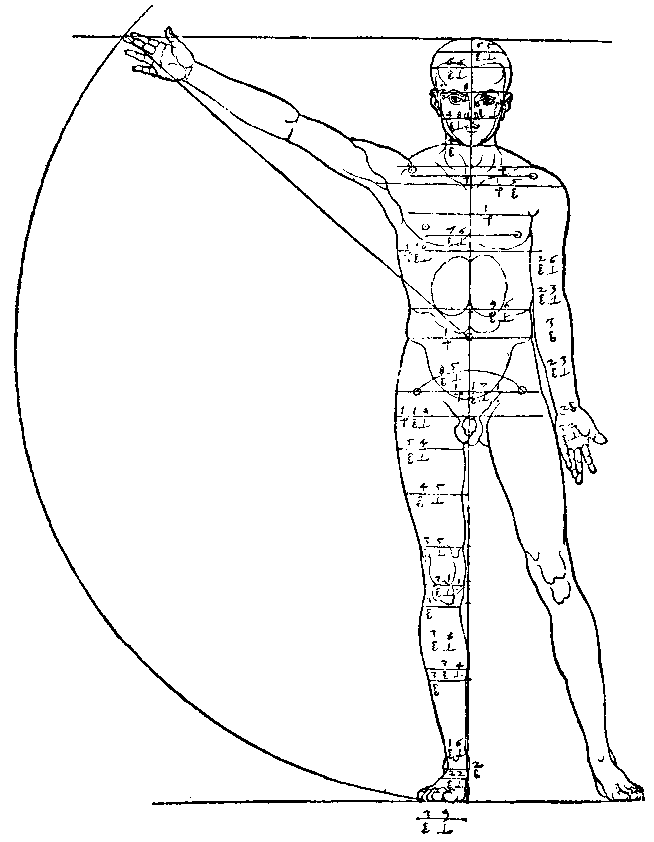
Albrecht Dürer développe un module dans le même esprit que l'homme de Vitruve de Léonard de Vinci. Le sien utilise un système de division par dix.

La première corrélation recherchée est dans les dimensions du corps humain. Elle débouche sur la tentative d'un système de mesure construit à l'aide du seul nombre d'or. Zeising fonde toute une anatomie sur cette arithmétique. Après un vif effet de mode, cette approche est finalement abandonnée. Ses proportions sont trop imprécises, et elles correspondent trop mal à l'anatomie du corps humain. Les proportions du crâne, par exemple, ne sont pas réalistes. D'autres raisons, plus profondes encore, sont la cause de l'abandon d'une démarche de cette nature. L'anatomie médicale n'est pas à la recherche d'une proportion particulière, mais des limites qui, si elles sont dépassées, deviennent pathologiques. Elle utilise des fractions simples ainsi que des plages de longueur, mais jamais le nombre d'or. Là où certains voient une divine proportion, comme dans le rapport de la longueur de l'avant-bras sur celui de la main, l'anatomiste scientifique qui calcule le rapport entre la longueur de la main et celle de l'avant-bras voit 2/3. La différence entre les deux approches, inférieure à 8 %, ne lui paraît pas justifier une telle complexité, au vu des variations observées entre les individus. Stephen Jay Gould, un paléontologue, a montré à quel point les mesures anthropométriques visant à étayer les doctrines de cette époque étaient biaisées par leurs auteurs.
Une autre raison est que les dimensions d'un être humain sont en constante évolution. En un siècle, la stature du Français moyen a augmenté de 9 centimètres, et cette croissance n'est pas uniforme. Le jeu des proportions d'un corps humain étant essentiellement dynamique, on imagine mal une proportion unique, clé universelle de l'anatomie humaine. Une approche de cette nature, trop normative et intemporelle, n'a pas beaucoup de sens scientifique en anatomie. Si cet axe de recherche n'est plus d'actualité, cela ne signifie pas l'abandon de la quête du nombre d'or dans le corps humain. Le cerveau est maintenant source d'attention. Cette théorie reste minoritaire et controversée.
Les contraintes artistiques sont de nature différente. Les artistes, attentifs au travail des médecins, ont imaginé des modules, ou systèmes de proportions, propres au corps humain. C'est le désir de le représenter qui impose cette démarche. Un très ancien module est celui des Égyptiens ; la classique proportion qu'est le rapport de la taille complète à la hauteur du nombril est estimée à 19/11, relativement loin du nombre d'or. Les modules sont, en général, purement fractionnaires. Tel est le cas de celui inventé par les Égyptiens, par Polyclète, qui nous est rapporté par Vitruve, de celui de Cousin, de Vinci ou de Dürer. Il est néanmoins difficile d'en déduire que Dürer croyait en un canon universel. Il initie une conception fondée sur la pluralité des types de beauté, ayant chacune ses proportions propres.

## Œuvre de l'homme

### Peinture
L'idée que le nombre d'or possède une qualité visuelle intrinsèque est largement citée. Un argument est la présence de la divine proportion dans de nombreux chefs-d'œuvre. Cependant les commentaires précis sont rares, ce qui amène à rechercher le rapport d'Euclide, sans information directe de la part de l'auteur. L'existence d'une forme géométrique ayant des concordances avec le tableau est, pour certains, un élément de preuve. Pour d'autres, une démarche de cette nature est peu convaincante.

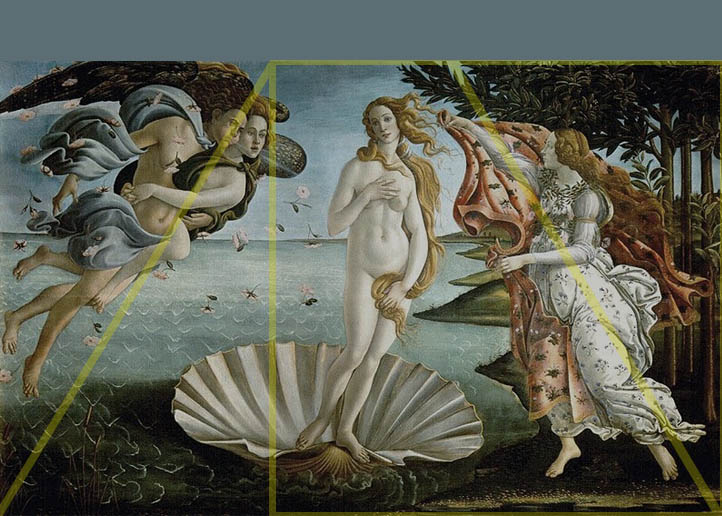
Les dimensions de La Naissance de Vénus de Sandro Botticelli respectent assez précisément la divine proportion. Il est pourtant très peu probable que cela indique une quelconque volonté de l'auteur.

Un exemple est celui de La Naissance de Vénus de Sandro Botticelli. Ses dimensions, 172,5 × 278,5 cm, respectent précisément la proportion. Le carré, associé au rectangle d'or, correspond à un rythme du tableau ; enfin, la diagonale du rectangle restant, ainsi que celle symétrique, sont des lignes de force. Ce raisonnement n'a pas convaincu certains spécialistes. Le tableau semble faire partie d'un diptyque avec Le Printemps, un autre tableau du maître. L'aile d'Aura, un des dieux, est étrangement coupée. Pour en avoir le cœur net, une analyse finit par être faite. Le verdict est sans appel : Botticelli avait choisi une taille analogue à celle du Printemps ; le haut de La Naissance est amputé de 32,5 cm et avait, à sa conception, la taille du Printemps. Dans ce cas, la divine proportion n'a pas été choisie par le créateur.

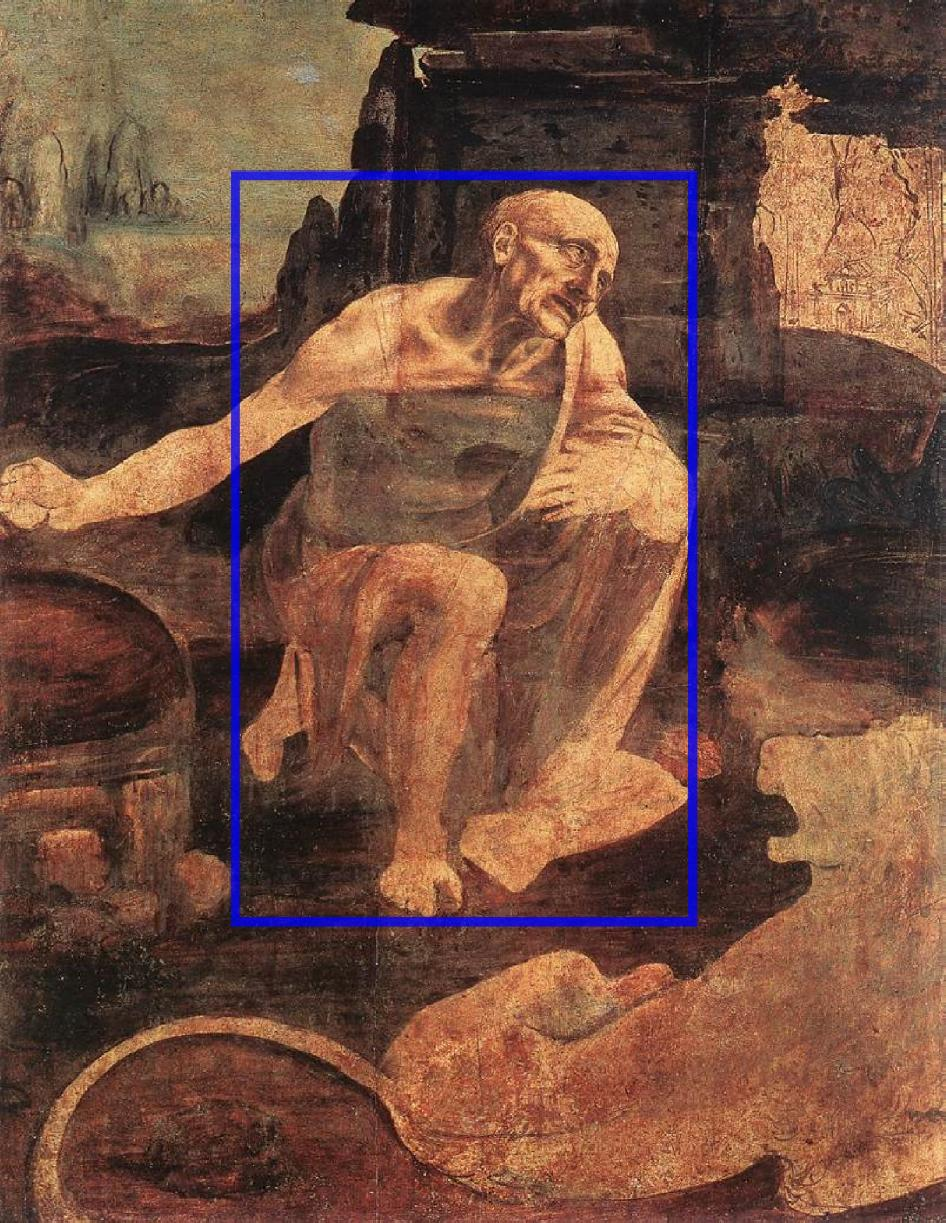
De nombreuses indications laissent penser que ce n'est pas du côté de la divine proportion qu'il faut chercher à comprendre les rythmes du Saint Jérôme de Léonard de Vinci.

Pour certains, il existe un fondement scientifique à la beauté : « […] la nature, ministre de la divinité, lorsqu'elle façonna l'homme, en disposa la tête avec toutes les proportions voulues […] ». Cette idée n'est pas une invention de Pacioli, le traité de peinture de Leon Battista Alberti, établissant les premières règles de la perspective, était déjà l'illustration d'une philosophie analogue. La découverte de lois scientifiques, modifie la peinture et permet d'incarner un nouvel idéal. Si l'approche mathématique d'Alberti obtient un large consensus, peu d'éléments laissent penser à un succès analogue pour la loi de la divine proportion.
Un exemple est le cas Vinci. Pacioli est un de ses amis proches, Vinci connaît suffisamment ses théories pour illustrer son livre. À travers ses codex, son Traité de la peinture et les multiples analyses de ses sources, la pensée de Vinci sur la proportion en peinture nous est connue. Si, pour le maître, la peinture s'apparente à une science, ses thèses sont fort éloignées de celle de son ami. Sa première source est l'observation et l'expérience, et non les mathématiques : « … l'expérience ayant été la maîtresse de ceux qui écrivent bien, je la choisis pour maîtresse et, en tout cas ferai appel à elle ». Cette attitude se traduit, par exemple pour le choix des proportions humaines. À travers de multiples dissections, il mesure systématiquement les rapports entre les dimensions des différents os et muscles. Ses planches médicales l'amènent à une conception de l'anatomie dont les rapports sont de même nature que celle de la médecine moderne : ils sont fort nombreux et s'expriment à l'aide de fractions composées de petits facteurs entiers. La science de Vinci s'applique aussi sur des sujets déjà traités comme la perspective. Une fois encore, sa logique est plus proche de l'observation que de la rigidité mathématique. Les lois qu'il ajoute à celles d'Alberti traitent de la couleur : une chose éloignée voit sa couleur tirer vers le bleu, ainsi que de la netteté « comment les choses qui s'éloignent doivent être moins nettes proportionnellement à leur distance ». Les règles régissant la proportion chez Vinci sont subtiles et en opposition avec des « articulations albertiennes, trop claires à ses yeux », comme l'application directe d'une proportion sans lien avec ses observations.
À l'instar du Saint Jérôme à droite, beaucoup d'exemples de rectangle d'or trouvés chez un peintre supposent une approche de la proportion sans justification de la part du peintre ou, comme ici, contraire aux règles établies par son auteur. Ni Arasse dans son volumineux ouvrage sur Vinci, ni Marani dans le sien ne font référence à une explication de cette nature.
Le nombre d'or a aussi influencé les peintres du groupe de Puteaux, appelé aussi « Section d'or », groupe qui se crée autour de Jacques Villon en 1911. Leur emploi du nombre d'or en peinture est cependant davantage intuitif que purement mathématique.

### Archéologie

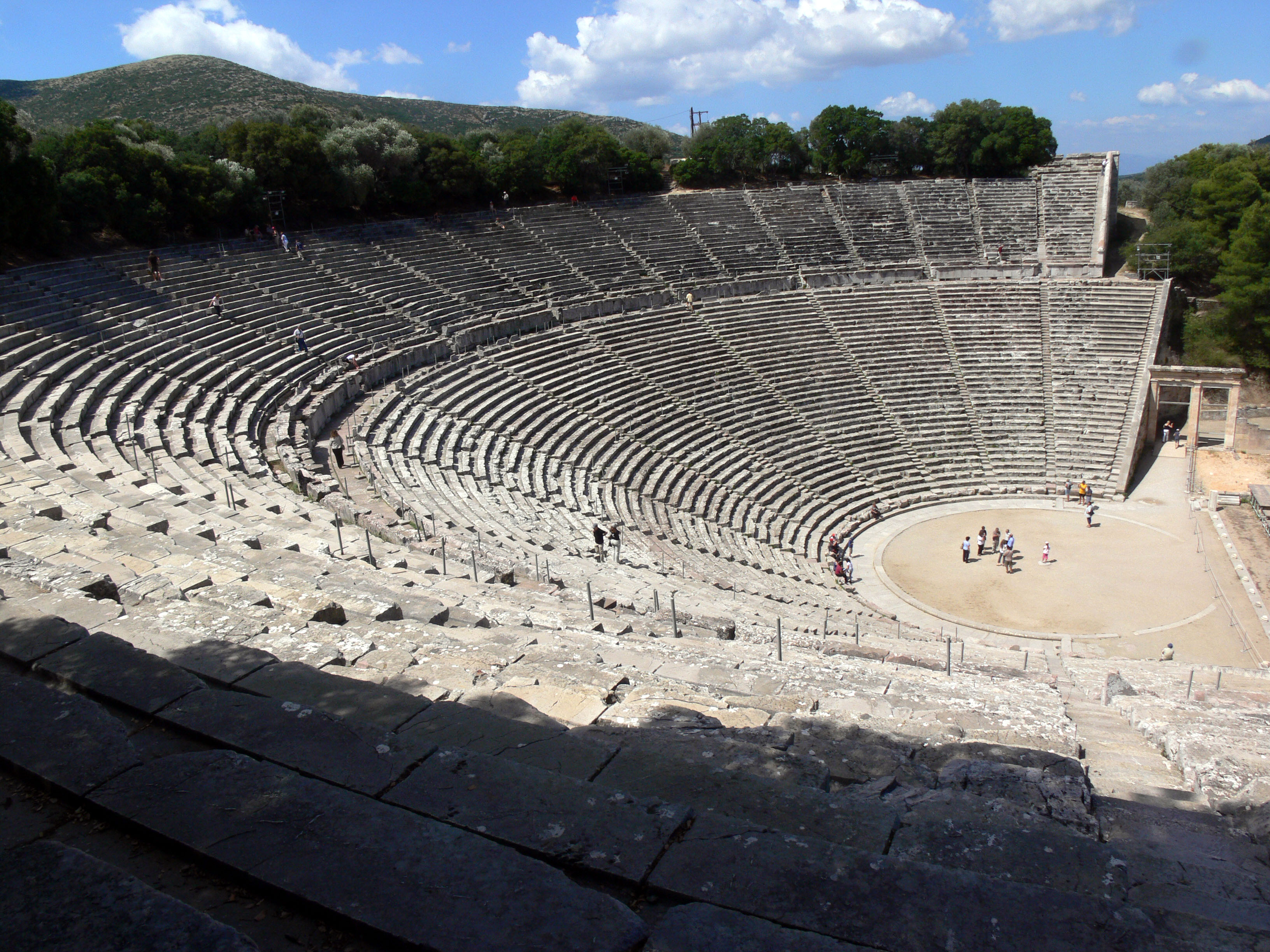
Le théâtre d'Épidaure contient deux séries de gradins, l'une de 21, l'autre de 34, deux nombres consécutifs de la suite de Fibonacci dont le rapport est proche du nombre d'or.

L'usage du nombre d’or dans les constructions anciennes est un sujet de controverse. Pour le prince Ghyka, l’archéologie offre la preuve de l'universalité du canon de beauté qu'est le nombre d'or. L'argument principal est le vaste nombre d'exemples. Le prince reprend les travaux de son prédécesseur Zeising et l'enrichit considérablement. Le théâtre d'Épidaure possède deux séries de gradins l'une de 21 et l'autre de 34 marches, deux éléments consécutifs de la suite de Fibonacci.

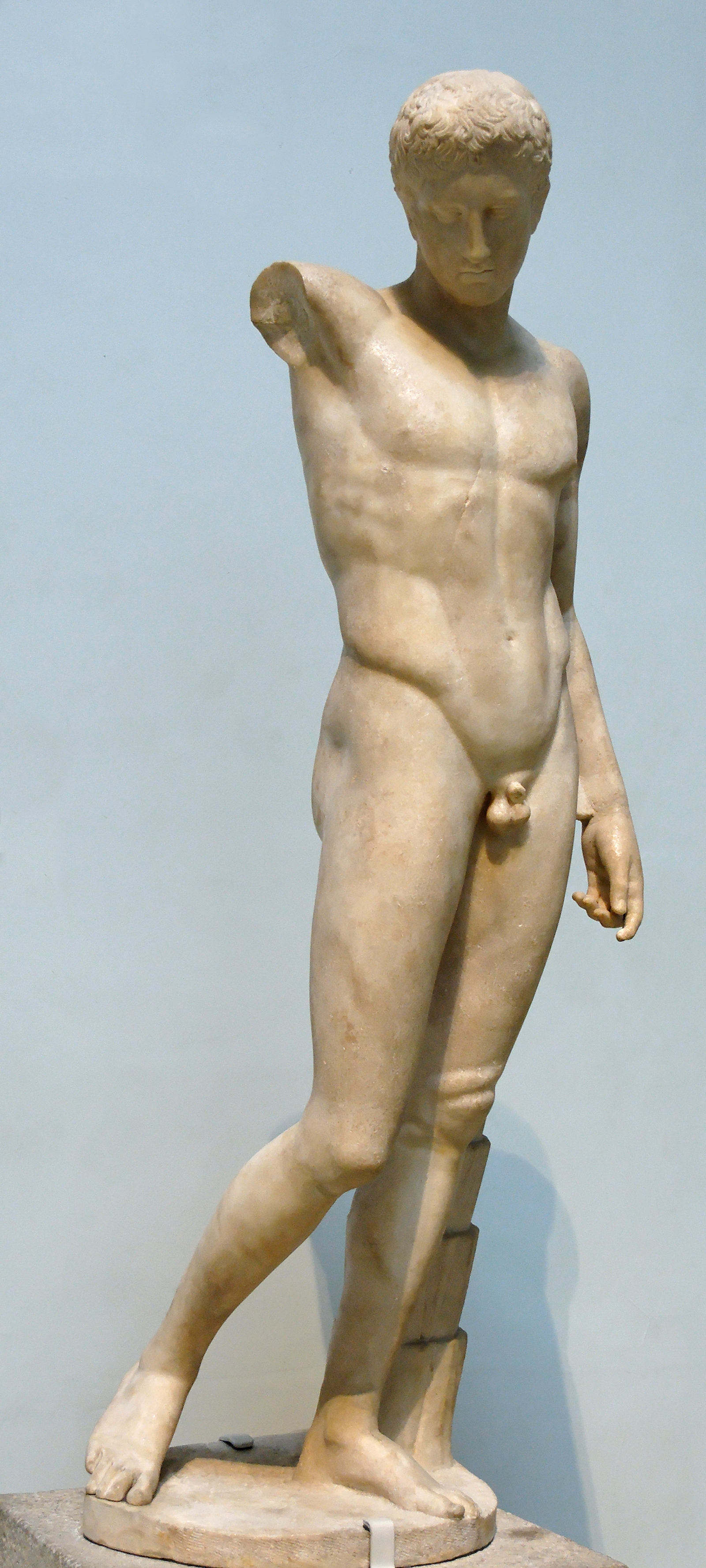
Si l'on en croit les canons de la beauté de Polyclète, le sculpteur à qui l'on attribue l’éphèbe Westmacott, les proportions du corps humain sont des fractions d'entiers et non le nombre d'or.

La grande pyramide de Gizeh convainc un public plus vaste. Cet exemple est cité depuis le milieu du XIXe siècle, une époque où la méconnaissance presque totale de l'égyptologie donne naissance à d'innombrables mythes. La coïncidence entre les dimensions de la pyramide et le nombre d'or est ici excellente. Le rapport entre la longueur de la plus grande pente d'une des faces et la demi-longueur d'un côté correspond au nombre d'or avec une précision de moins de 1%. Le scepticisme des professionnels est la conséquence de la connaissance actuelle de la civilisation égyptienne. En effet, les systèmes de longueur utilisés dans les documents connus pour mesurer les pentes et les longueurs horizontales ne coïncident pas, interpréter leur rapport n’a donc pas beaucoup de sens. On ne trouve pas non plus la moindre trace religieuse ou esthétique qui justifie un choix de cette nature. Cette faiblesse pousse Taylor, à l'origine de cette hypothèse, à créer de toutes pièces une citation de Hérodote,.
Le cas grec est encore plus populaire et très largement étayé. Mais l'écart entre la culture grecque et le nombre d'or laisse perplexe les spécialistes. Ces proportions incommensurables, que sont la diagonale d'un carré ou celle d'Euclide, sont vécues comme un scandale[réf. souhaitée]. Le terme est utilisé par Tannery 1912, i, p. 268. Platon et Aristote utilisent le terme moins fort : θαυμάζω / thaumázō, « s’étonner, voir avec étonnement ou admiration » : Platon, Les Lois, Livre vii, 819 d 6 (ἐθαύμασα / ethaúmasa, « j'en ai été frappé »), ou encore Aristote, une trahison des dieux à l'époque de Pythagore. Un grec n'imagine pas qu'un nombre puisse être autre chose qu'une fraction d'entiers. L'existence de proportions, comme celles d'Euclide qui ne sont pas des nombres, est une source de chaos intellectuel, à l'opposé des valeurs philosophiques et mystiques des pythagoriciens[réf. incomplète]. On raconte que Hippase de Métaponte aurait été exclu de la confrérie des pythagoriciens pour avoir dévoilé le scandale de l'incommensurabilité d'une diagonale d'un dodécaèdre régulier, une autre indique qu'il aurait péri noyé, conséquence de son impiété. Qu'une proportion aussi négative soit utilisée pour les monuments apparaît étonnant. Les textes d'architecture grecs confirment l'usage des nombres rationnels pour définir les proportions des bâtiments. Les proportions harmonieuses sont longuement relatées par Vitruve un architecte, auteur du célèbre traité De architectura en dix volumes. Pour ce faire, il utilise largement, au volume ix, les mathématiques de Platon, Pythagore ou d'autres mathématiciens. Les proportions proviennent du module de Polyclète, un sculpteur grec contemporain de Phidias. Le traité de Vitruve ne contient aucune trace de proportion irrationnelle à l'exception de la diagonale du carré.
Enfin, les exemples choisis par le prince sont controversés. Retrouver la divine proportion dans la façade du Parthénon demande des conventions spécifiques, comme d'inclure trois des quatre marches du fronton ou de tronquer le toit. L'usage de mesures non spécifiques donne une proportion différente. Pour faire apparaître le nombre d'or dans les proportions des monuments grecs, Ghyka n'hésite pas à utiliser des fractions comme 1/φ4. Patrice Foutakis a examiné les dimensions de 15 temples, 18 tombeaux monumentaux, 8 sarcophages et 58 stèles funéraires pour la période du Ve siècle avant notre ère au IIe siècle de notre ère. Les temples étaient l'endroit par excellence pour la communication entre les humains et les dieux, tandis que les tombeaux, sarcophages et stèles funéraires étaient directement liés au passage des mortels de la vie matérielle à celle immortelle. Si le nombre d'or impliquait des propriétés divines, mystiques ou esthétiques, dans ce cas la plupart de ce type des constructions obéiraient à la règle de la proportion d'or. Le résultat de cette recherche originale est sans appel : le nombre d'or était complètement absent de l'architecture grecque du Ve siècle avant notre ère, et quasiment absent pendant les six siècles suivants. Quatre exemples très rares, et pour cela précieux, d'application du nombre d'or ont été identifiés dans une tour antique à Modon, le Grand Autel de Pergame, une stèle funéraire d'Édessa et un tombeau monumental à Pella. C'est la première fois qu'une preuve est apportée pour une utilisation du nombre d'or dans des constructions de la Grèce antique, toutefois, selon cet auteur, utilisation marginale qui témoigne de l'indifférence des Grecs anciens pour le nombre d'or en architecture.

### Architecture
Le Corbusier est l'architecte qui théorise l'usage du nombre d'or dans son métier. S'il reprend l'idée de Vitruve, consistant à proportionner un bâtiment aux dimensions d'un corps humain, il y associe d'autres éléments justifiant l'usage de la proportion d'Euclide.
On peut construire un système de numération positionnelle non seulement avec dix, comme celui des humains, ou avec deux, comme celui des ordinateurs, mais avec n'importe quel nombre réel b strictement positif et différent de 1. Dans un tel système, la base b se note 10 et son carré b2 se note 100. Le système construit avec le nombre d'or est appelé base d'or. Il semble, pour Le Corbusier, être le plus adapté à l'architecture.
Cette échelle harmonique, pour reprendre son expression, permet de réconcilier les atouts du système métrique décimal, pratique et abstrait, avec ceux du système anglais des pouces et des pieds, naturel mais peu pratique. En calant les différentes dizaines, c'est-à-dire ici les puissances du nombre d'or, sur les dimensions humaines, Le Corbusier cherche à obtenir un système alliant les deux avantages. La deuxième unité correspond à la taille d'un avant-bras, la troisième à la distance entre le nombril et le sommet de la tête, la quatrième à celle entre le sol et le nombril d'un homme debout et la cinquième à la taille d'un adulte.
En matière d'architecture, cette démarche offre un moyen naturel pour incarner l'idéal canonique de Vitruve. Chaque dizaine correspond à une proportion humaine et les différentes proportions se répondent entre elles. En matière d'urbanisme, Le Corbusier cherche à trouver un moyen de normalisation. En 1950, date de parution du premier tome sur le Modulor, nom qu'il donne à ce système, les besoins de reconstruction sont vastes et la rationalisation de la production, un impératif. L'auteur parle de machine à habiter. Cette démarche, vise aussi un objectif esthétique. La normalisation dispose d'un avantage, elle permet plus d'harmonie. Le tracé régulateur, c'est-à-dire l'échelle construite sur la suite de Fibonacci y joue un rôle : « Le tracé régulateur n'apporte pas d'idée poétique ou lyrique ; il n'inspire nullement le thème ; il n'est pas créateur ; il est équilibreur. Problème de pure plasticité ».
À partir des années 1950, Le Corbusier utilise systématiquement le modulor pour concevoir son œuvre architecturale. La Cité radieuse de Marseille ou la Chapelle Notre-Dame-du-Haut de Ronchamp sont deux exemples célèbres.

### Musique
En musique, le nombre d'or est recherché à la fois dans l'harmonie et dans le rythme.
Le terme d'harmonie désigne ici une technique permettant de choisir les différentes notes jouées simultanément. Durant une période qui s'étend du XVIe siècle au début du XXe siècle, elle est essentiellement tonale, à l'image de la musique de Bach ou Mozart. Aucune série de deux notes ne définit une proportion d'or. L'approximation la plus proche étant la sixte mineure obtenue par deux sons dont les fréquences définissent un rapport de 8/5 = 1,6 (la sixte majeure correspondant à un rapport de fréquence de 5/3 = 1,66 est une approximation moins bonne). Pour cette raison, le nombre d'or est souvent recherché dans la musique du XXe siècle. De nouvelles gammes sont explorées, comme la gamme décatonique ou 10-TET (ten-ton equal temperament). Dans celle-ci, l'octave est partagée en 10 parties égales. Chaque degré représente alors un écart de 21/10. Pour cette gamme, le nombre d'or est proche du rapport défini par deux notes séparées de 7 degrés. La présence du nombre d'or ici est néanmoins fortuite. Un écart entre 7 degrés donne une proportion de 27/10 approximativement égal à 1,624.
Le rythme est plus largement associé au nombre d'or et sur une période musicale plus vaste. Son traitement par Bach est l'objet d'une thèse de doctorat, sur l'analogie entre les rythmes de la Suite en do mineur pour luth (BWV 997) et la Passion selon saint Matthieu (BWV 244). Roy Howat montre que Debussy était associé à des revues symbolistes auxquelles il participait et qui analysaient les proportions et le nombre d'or. Il montre aussi comment on retrouve cette approche à travers des œuvres comme La Mer ou Reflets dans l'eau. Des études montrent des résultats analogues pour Erik Satie, Béla Bartók, Karlheinz Stockhausen, ou encore Jean-Louis Florentz. Certains compositeurs de musique électroacoustique ont fabriqué des sons synthétiques dont les fréquences des partiels sont basées sur le nombre d'or.
Outre ceci, pour Bach, dans le Credo de la Messe en Si mineur (BWV 232), Guy Marchand note la répartition de mesures suivantes : 129 mesures de choeurs suivies de 80 mesures de duo, puis 233 de choeurs, 144 de solo (aria), 251 de choeurs. 233 et 144 sont deux nombres consécutifs de la suite de Fibonacci, dont le rapport tend vers φ.
À l'exception de compositeurs comme Xenakis où l'usage du nombre d'or est explicité par l'auteur, l'absence de preuve définitive empêche le consensus. La polémique est néanmoins de nature différente de celle qui sévit, par exemple, en archéologie. Ici la position favorable à l'existence d'un usage large du nombre d'or est défendue par des institutions professionnelles comme l'Ircam ou une thèse de doctorat comme celle de Montréal.

### Esthétique mathématique
Une question récurrente est celle de l'existence ou non d'une réalité scientifique de l'idée de beauté associée au nombre d'or. Elle s'inscrit dans le cadre général d'une théorie scientifique de l'esthétique. Certains artistes, comme Xenakis en sont persuadés : « Or, les durées musicales sont créées par des décharges musculaires qui actionnent les membres humains. Il est évident que les mouvements de ces membres ont tendance à se produire en des temps proportionnels aux dimensions de ces nombres. D’où la conséquence : les durées qui sont en rapport du nombre d’or sont plus naturelles pour les mouvements du corps humain ». Charles Henry, dans le domaine des arts picturaux, inscrit le nombre d'or dans une vaste théorie de cette nature, traitant non seulement des proportions, mais aussi de la couleur et des contrastes.
Préfigurant une démarche de nature sociologique comme celle d'Émile Durkheim, le philosophe allemand Gustav Fechner tente des expériences statistiques pour valider scientifiquement une association humaine entre le beau et le rectangle d'or. Des formes sont présentées à un public qui évalue les proportions les plus esthétiques. Si les résultats vont dans le sens de l'existence d'un canon de beauté construit à l'aide de la divine proportion, le protocole choisi ne correspond pas aux critères actuels de rigueur. Une deuxième expérience, plus objective met en évidence une préférence pour un format proche du 16/9 de la télévision. Une fois encore, et malgré son caractère plus rigoureux, le caractère universel d'un tel format n'est pas établi.
Si l'intuition d'artistes comme Xenakis, Valéry ou Le Corbusier laisse présager l'existence d'une transcendance esthétique du nombre d'or, aucune approche scientifique ne permet aujourd'hui de confirmer cette hypothèse.

### Vexillologie
Le drapeau du Togo a les proportions d'un rectangle d'or.